# 孫璠
孫 璠（そん はん、? - 318年）は、中国の三国時代・西晋・東晋の人物。呉の最後の皇帝孫晧の子。揚州呉郡富春県の人。

## 事績
史書上における孫璠の事績は、東晋の時代に当たる大興元年（318年）11月、「故帰命侯孫皓の子孫璠が謀反を起こしたが、伏誅した」ことしか伝わらない。
『晋書』王濬伝には、孫皓が皇太子孫瑾ら21人を伴って西晋の王濬に降伏したこと、『三国志』孫皓伝には、孫皓の皇子の諸王は郎中に任じられたことが記述されており、孫璠もこの中に含まれていたことは推察される。